# Phaffomyces antillensis
Phaffomyces antillensis är en svampart som först beskrevs av Starmer, Phaff, Tredick, M. Miranda & V. Aberdeen, och fick sitt nu gällande namn av Y. Yamada, H. Kawas., Nagats., Mikata & Tats. Se. Phaffomyces antillensis ingår i släktet Phaffomyces och familjen Phaffomycetaceae.   Inga underarter finns listade i Catalogue of Life.